# Thranius rufescens formosanus
Thranius rufescens formosanus es una subespecie de escarabajo longicornio del género Thranius, tribu Thraniini, subfamilia Cerambycinae. Fue descrita científicamente por Schwarzer en 1925.

## Descripción
Mide 14-25 milímetros de longitud.

## Distribución
Se distribuye por China.